# Dorstenia lujae
Dorstenia lujae är en mullbärsväxtart som beskrevs av De Wild.. Dorstenia lujae ingår i släktet Dorstenia och familjen mullbärsväxter. Utöver nominatformen finns också underarten D. l. batesii.